# 機動戦士Vガンダム
『機動戦士Vガンダム』（きどうせんしヴィクトリーガンダム、英題: MOBILE SUIT VICTORY GUNDAM）は、サンライズ制作のテレビアニメであり、『ガンダムシリーズ』の1つ。1993年（平成5年）4月2日から1994年（平成6年）3月25日まで全51話がテレビ朝日系列で毎週金曜日17時00分 - 17時30分に放送された。「Vガンダム」、「Vガン」と略される。平均視聴率は3.92%。

## 制作
ガンダムシリーズのテレビアニメとしては『機動戦士ガンダムΖΖ』以来となるテレビシリーズ。第4作目にあたる本作は、SDガンダム世代の小学生に受け入れやすくするため、主人公の年齢は13歳と従来のシリーズから引き下げられ、同じ理由から旧作ガンダムを知らない世代でも理解できるよう、旧作とはほとんど関連を持たない作品として作られた。また「環境問題」もテーマとして取り上げたともされる。これまでのテレビシリーズでは、物語の出発点がスペースコロニー（宇宙）であったのに対して本作では地球となっているが、これは「ガンダム＝宇宙」というイメージを払拭するためである。また、『機動戦士ガンダム』より始まる「宇宙世紀」ガンダム作品としては最後年にあたる。
監督の富野由悠季は放映当時のインタビューにおいて、本作はテレビアニメの原点に戻って、楽しいロボットアニメ、かつ当時の子供に流行のRPGを意識し、主人公が中心のシンプルかつマンガチックな作品を目指していたと答えているが、本作制作前には舞台となる東欧――当時混乱の続いていたポーランドとチェコを取材している。後の取材では、物語の始まりと終わりの舞台となったカサレリアを東欧の一地域としたことについて、「日本人にとって一番苦手な場所」「ヨーロッパとアジアの交点」の2つを挙げて、多民族性を示唆する表現に用いたとしている。一方で、物語序盤は明朗活発な主人公ウッソ・エヴィンが幼なじみのシャクティ・カリンや憧れの女性カテジナ・ルースを守るためにガンダムに乗り込み、トリッキーな戦法で敵を打ち負かすというシンプルな活劇としての方向付けがなされていたものの、物語が進むにつれ、宗教を背景とした民族主義など重いテーマに比重が置かれるようになっていく。序盤に部下をガンダムに殺され復讐に燃えていた敵の部隊長が、ガンダムのパイロットがまだ子供であることにひどく驚き、「子供が戦争をしてると、みんなおかしくなってしまう」と言い残して自決するが、ストーリーが進むにつれ、その言葉の通りに登場人物の多くは戦争という特異な環境にさらされ続けた結果、精神的に追いつめられていき、捕虜にした主人公に拷問と称して手錠をかけたまま2人で入浴し、自分たちの仲間になるように強要する女性や、女性の上司が主人公を惑わすために女性部隊に裸に近い格好でガンダムと生身で戦うように強要するなど、奇怪な行動をとるようになっていく。また、ギロチンで主人公の仲間の首がはねられたり、敵のパイロットが非武装の民間人の虐殺を楽しむような描写や、戦闘の際に機体を破壊するのではなく、コクピットを潰したりビームサーベルで中のパイロットを焼き殺すなどの残酷描写がある。未成年の多くが視聴できる時間帯であるにもかかわらず性的な描写も見られる。
もともと自身の作品を褒めること自体まれである富野だが、本作については後年にDVDボックスが発売された際、付属のブックレットに掲載された富野のインタビュー記事において「このDVDは、見られたものではないので買ってはいけません!!」と記述している。（『機動戦士Ζガンダム』のDVDにおけるインタビューでも同様のコメントをしている）。なお、これは本文中において「本当にそういうポスターを張り出してみると、このDVDはきっと凄く売れるでしょう」と締めくくられてる。また、Blu-rayボックス発売発表時にも「全否定したいと思っている作品。このような結果になったのは、全て監督（自身）の責任である。何かの間違いでこのBlu-rayを見た人は、何がダメなのかを探してみて欲しい。そこから気付ける人が1人でもいればBlu-rayとして出した意味がある」とコメントしている。一方で、逢坂浩司によるキャラクターデザインは本作の救いだったと語っている。また、本作の結末について「とっても好きなエンディングなんですよ」と語った事もあるが、「最終回の作品コンセプトが、現実にたいするぼくの恨みつらみを込めたものになって、作品として終わらせるというものにはなっていなかった」とも語っている。
主役機Vガンダムのデザインにはカトキハジメを起用。シンプルなデザインながら、合体変形機構を持つ玩具性の高いものとなった。敵メカニックは宇宙人をコンセプトとしており、ビームローター、MS乗用一輪車、巨大バイク戦艦など、従来とは一線を画す設定が取り入れられた。特徴的なネコ目状のカメラアイは遮光器土偶がモチーフとなっている。
アイキャッチはハロとウッソの愛犬フランダースが、回が進むごとに動き出すアニメーション形式が取られている。
制作時の仮題は『新機動戦士ビクトリーガンダム』。第1話の絵コンテはこのタイトルになっている。

### キャラクターデザイン
総監督の富野由悠季の意向で、この時代は単一民族が存在しない設定となっており、オリファーやジュンコなど、一部のキャラに日本人の血筋が混じる程度になっている。デザインを担当した逢坂浩司も「多国籍な顔を沢山描くのは本当に難しかった」と語り、デザイナーとして力量を問われる部分だったにも拘らず、上手くできたか自信がないことを明かしている。また、ザンスカール側を若干怖く描いたものの、絶対的な悪人が登場しないため、全てのキャラに普通っぽさを残した描き方となっている。

### 音楽
音楽は千住明が担当し、本作のサウンドトラックは、アニメとしては当時珍しいフルオーケストラを起用した。スタッフはもちろん作曲家を褒めることもほとんどない富野は、曲の収録風景を見学に行って「幸せだ」と感じたという。千住は「Vガンダムを担当するに当たって、自分のもつ引き出しをすべて出し切るつもりで臨んだ」と語っている。また千住はアルバム「機動戦士Vガンダム〜交響組曲第二番 THOUSAND NESTS」（演奏：ポーランド放送管弦楽団、指揮：アンソニー・イングリス）を自身の代表作として語っている。オリジナルサウンドトラックはCDで3枚が発売されており、千住の手がけたサウンドトラック以外にも、1巻の「野辺の花」の後半パート（前期オープニングテーマ「STAND UP TO THE VICTORY〜トゥ・ザ・ヴィクトリー〜」のアレンジ版、次回予告で使用）や、挿入歌「ひなげしの旅のむこうに」「いくつもの愛をかさねて」などが収録。ただし、上記の「野辺の花」のピアノバージョンなど、未収録曲が10曲ほど存在する。

### 演技・キャスティング
ウッソ役には当時19歳の新人で、本作が声優デビュー作となる阪口大助が抜擢された。阪口はオーディションを受ける際、本作を「『機動戦士ガンダムF91』の続編で、キャラクターはシーブックの関係者を演じることになるだろうと」と勘違いしていた。オーディションからしばらく後になって、阪口は本作のパイロット版を収録するという連絡を受け取り、そこで受け取った台本を読んで自分が主役を務めることを知って驚いた。阪口は2015年に行われたインタビューの中で、当時は自分の持ち味を出すことに精いっぱいで、ウッソを客観的に見ることにも苦労したと振り返っている。阪口は第1話の収録にも苦労しており、音響監督の浦上靖夫が最終話まで指導に当たった。
カテジナ・ルース役には、『勇者エクスカイザー』の星川コウタ役などを演じた渡辺久美子が起用された。渡辺は女性キャラクターを演じるのは本作が初めてであり、「カテジナ役を通じて、『役について頭で考えるよりも実際に演じることが重要である』ということに気づかされた」と2015年6月のインタビューの中で振り返っており、「新鮮な気持ちで演じることができた」と述べている。
トマーシュ・マサリク役には、本作が声優としての本格デビュー作となる関智一が起用され、関は後番組の『機動武闘伝Gガンダム』の主人公ドモン・カッシュを演じた。このほか各話のゲスト声優にも『新機動戦記ガンダムW』のヒイロ・ユイを演じた緑川光やゼクス・マーキスを演じた子安武人など、後の平成ガンダムシリーズ3部作のメインキャラクターを演じる声優が数多く出演している。
カテジナ役の渡辺は当時の収録の様子について「先の話がどうなるのかわからないままに演じていたため、キャストたちは毎回全力で自分の役にぶつかっていた」と前述のインタビューの中で振り返っている。

### 商業的事情
当初は『勇者エクスカイザー』の後番組として『機動戦士ガンダムF91』のテレビシリーズ化が予定されていたが、同作の興行不振により頓挫し、企画を練り直した上で本作が制作された。
本作はシリーズ初のホスト局交替となり、当初はゴールデンタイム全国ネットでの放送も検討されていたが、諸事情でローカルセールス枠しか確保出来ず、地方局では時差ネットを余儀なくされた。
またこの影響で裏番組になる日本テレビの金曜日夕方5時前半のアニメからサンライズが撤退する事となった。
本作はSDガンダムを支持する小学生などの新しいファン層を開拓することによって、当時マニア化、高年齢化していたガンダムファン層の活性化を図る目的があった。しかし難解な内容のため、本来の対象であるはずの小学生からは支持されず、結局旧来のガンダムファンがファンの中心となり、関連商品の購買層も高齢化した。本作のビデオソフトの当時のアンケートによると当時の購買層は20歳代前半の男性で、ちょうど中学生の頃に『機動戦士Ζガンダム』『機動戦士ガンダムΖΖ』を見ていた世代に当たるという。
本作が放映された1993年はリアルガンダムのプラモの売上が倍増しており、落ち込み気味だったSDガンダムの不振を補い、バンダイ模型部門の売上を伸ばした。しかし販売個数としては1000万に満たず、『機動戦士ガンダム 逆襲のシャア』が公開された1988年と同程度に留まり、さらに本来取り込みを狙っていた小学生層の支持獲得にも失敗した。特に後者が大きな要因となり、次作として企画されていた『ポルカガンダム』は製作中止。結果としてそれまでの宇宙世紀シリーズとは全く異なる新シリーズである『機動武闘伝Gガンダム』への制作につながっていくことになる。なお本作はサンライズとしては赤字だったものの、LDの好調により制作費を回収することができた。『アニメージュ』1994年5月号においてバンダイビジュアルの高梨実は、本作はVTR・LD合わせて各巻平均1万5千本を販売したとコメントしている。高梨はTVアニメシリーズをソフト化した場合、通常は各巻平均約4千本ぐらいであり、それらに比べ本作の売り上げはかなりいいと述べている。
なお当時バンダイがサンライズ買収を予定しており、サンライズ上層部は主力作品であるガンダムの人気を再燃させることで、より有利に買収を行わせようと意図していた。富野はこの事実を知らずに製作に入ったと後年述べており、そのことについて今でも当時のサンライズ上層部からの謝罪がなく、許せない旨を語っている。

## 物語
宇宙世紀0153年、地球圏を統治している地球連邦政府は形骸化し、宇宙に存在する各サイドは連邦政府の統制を離れた独自の道を歩み始め、各地で紛争が勃発する宇宙戦国時代に突入していた。
そのなかでもサイド2のコロニーの一つ、アメリアではギロチンによる恐怖政治と、女王マリア・ピァ・アーモニアによる救済を基調とするマリア主義が急激に民衆の支持を獲得し、ザンスカール帝国として政府から独立を宣言していた。ザンスカール帝国はサイド2のほとんどのコロニーを併合した後、地球に向けてベスパ（帝国軍）の地上部隊イエロージャケットを派遣。ヨーロッパの都市ラゲーンを制圧することで地球侵攻のための拠点とし、その影響力を高めていく。だが、弱体化した政府が手をこまねき戦火が広がっていくことに業を煮やした人々は、民間抵抗組織リガ・ミリティアを結成。独自の高性能モビルスーツ（MS）を開発するまでに至っていた。
戦火が忍び寄るヨーロッパ地区ポイント・カサレリアでパラグライダーを操っていた13歳の少年ウッソ・エヴィンは、イエロージャケットのMSシャッコーとリガ・ミリティアの小型戦闘機との戦闘に巻き込まれる。生き延びるため必死の行動に出たウッソは、シャッコーのパイロットクロノクル・アシャーを引き摺り落としてMSを奪取し、生還。その後、初恋の少女カテジナ・ルースを救助するためにイエロージャケットとMS戦を繰り広げ、勝利を収める。かつてのニュータイプパイロットを彷彿とさせるその活躍を目の当たりにしたリガ・ミリティアの面々は、反攻のシンボルとして作り上げたヴィクトリーガンダムのパイロットとしてウッソを迎え入れ、ウッソもまた幼馴染の少女シャクティ・カリンらを守り、帝国の侵攻を阻むために戦いに身を投じていく。
カテジナを誘拐され、増援として合流したシュラク隊を幾人も失っていく過酷な戦場にあっても、天才的なセンスによって生き抜いていくウッソは、やがて行方不明の両親がリガ・ミリティアの中枢で活動していることを知り、戦線の移動に伴い仲間たちと共に宇宙へと上がる。更に苛烈さを増す戦いの中、ウッソたちはシャクティが政争によって生き別れとなった女王マリアの娘であったことを知る。更にクロノクルに自分の居場所を見出したカテジナが、ベスパのMSに乗り込んで襲い掛かる。それでもなお、仲間を守るために戦い続けるウッソは、母の作った最新鋭MSV2ガンダムを受け取り、その光の翼でリガ・ミリティアを勝利へと導いていく。
そしてリガ・ミリティアの指導者であったウッソの父ハンゲルグ・エヴィンの尽力もあり、ついに地球連邦軍の有志艦隊の参戦を取り付けたのと時を同じくして、ザンスカール帝国もまた最終兵器であるサイコミュ要塞エンジェル・ハイロゥを稼働させ、全人類の衰退に向けて動き出す。いくつもの思惑が絡み合い混迷を極める戦場で、エンジェル・ハイロゥのキーとなる使命を受け入れたシャクティは、その秘めたる力をもってしてザンスカール戦争に終結をもたらそうとする。
エンジェル・ハイロゥが連邦、リガ・ミリティア、ザンスカール帝国全ての兵士を帰るべき場所へと昇天させていく中でウッソは、なおもそれぞれの妄執に突き動かされるクロノクルとカテジナを退け、全てを終えたシャクティと共に故郷のカサレリアへと帰還する。

## 登場人物
リガ・ミリティア
- ウッソ・エヴィン（声 - 阪口大助）
- シャクティ・カリン／次回予告ナレーション（声 - 黒田由美）

ザンスカール帝国
- カテジナ・ルース（声 - 渡辺久美子）
- クロノクル・アシャー（声 - 檀臣幸）

## 登場兵器
モビルスーツやモビルアーマーなど機動兵器に分類されるものは
それ以外のものについては

## スタッフ
（オープニングクレジットより）
- 企画 - サンライズ
- 原作 - 矢立肇、富野由悠季
- キャラクターデザイン - 逢坂浩司
- メカニカルデザイン - 大河原邦男、カトキハジメ、石垣純哉
- 美術監督 - 池田繁美
- 撮影監督 - 奥井敦（第13話まで）、大神洋一
- 音楽 - 千住明
- 音響監督 - 浦上靖夫
- 制作協力 - 電通、創通エージェンシー
- プロデューサー - 小泉美明（テレビ朝日）、植田益朗（サンライズ）
- 総監督 - 富野由悠季
- 制作 - テレビ朝日、サンライズ

## 主題歌・挿入歌
オープニングテーマ
「STAND UP TO THE VICTORY 〜トゥ・ザ・ヴィクトリー〜」（第1話 - 第31話）
作詞 - 井荻麟、みかみ麗緒 / 作曲 - 川添智久 / 編曲 - 神長弘一、川添智久、井上龍仁 / 歌 - 川添智久 / コーラス - 田村直美
「Don't Stop! Carry On!」（第32話 - 第51話）
作詞 - 西脇唯 / 作曲 - 小泉誠司 / 編曲 - 福田裕彦 / 歌 - RD

エンディングテーマ
「WINNERS FOREVER〜勝利者よ〜」（第1話 - 第31話）
作詞・作曲 - 長友仍世 / 編曲 - 板倉雅一、infix / 歌 - infix

「もう一度TENDERNESS」（第32話 - 第51話）
作詞 - 浜口司 / 作曲 - 安宅美春 / 編曲 - 葉山たけし / 歌 - KIX-S

挿入歌
「ひなげしの旅のむこうに」（第31話・第38話・第39話・第42話・第45話・第50話）
作詞 - 井荻麟 / 作曲・編曲 - 千住明 / 歌 - 小峰公子、黒田由美
「いつかまた生まれた時のために」（第30話・第32話）
作詞 - 小峰公子、井荻麟 / 作曲 - 保刈久明 / 編曲・歌 - karak
「生まれてくるものへ」
作詞 - 井荻麟 / 作曲・編曲 - 千住明 / 歌 - ACEILUX
「いくつもの愛をかさねて」（第50話・第51話）
作詞 - 井荻麟 / 作曲・編曲・歌 - 岩﨑元是

## 各話リスト
もともとは遅い時間帯での放送を予定していたため、第3話まで主役メカが登場しないという高い年齢層に向けた構成となっていた。だが放送時間が変更されることが決定し、Vガンダム初登場の回（元々の第4話）を第1話として、第2話から第4話はそれ以前の話（元々の第1話 - 第3話）をシャクティが回想するという構成になった。
| 話数   | 放送日        | サブタイトル       | 脚本           | 絵コンテ            | 演出     | 作画監督                         |
| ------ | ------------- | ------------------ | -------------- | ------------------- | -------- | -------------------------------- |
| 第1話  | 1993年 4月2日 | 白いモビルスーツ   | 桶谷顕         | 佐藤育郎            | 佐藤育郎 | 瀬尾康博                         |
| 第2話  | 4月9日        | マシンと会った日   | 園田英樹       | 斧谷稔              | 江上潔   | 西村誠芳                         |
| 第3話  | 4月16日       | ウッソの戦い       | 園田英樹       | 西森章              | 高瀬節夫 | 前田明寿                         |
| 第4話  | 4月23日       | 戦いは誰のために   | 神戸一彦       | 斧谷稔              | 西森章   | 西村誠芳                         |
| 第5話  | 4月30日       | ゴッゾーラの反撃   | 園田英樹       | 西森章              | 玉田博   | - 谷口守泰 - 吉田徹              |
| 第6話  | 5月7日        | 戦士のかがやき     | 園田英樹       | 江上潔              | 江上潔   | 西村誠芳                         |
| 第7話  | 5月14日       | ギロチンの音       | 桶谷顕         | 高瀬節夫            | 高瀬節夫 | 前田明寿                         |
| 第8話  | 5月21日       | 激闘! 波状攻撃     | 富田祐弘       | 西森章              | 西森章   | - 瀬尾康博 - 村瀬修功            |
| 第9話  | 5月28日       | 旅立ち             | 園田英樹       | 佐藤育郎            | 佐藤育郎 | - 谷口守泰 - 吉田徹              |
| 第10話 | 6月4日        | 鮮烈! シュラク隊   | 富田祐弘       | 西森章              | 玉田博   | 西村誠芳                         |
| 第11話 | 6月11日       | シュラク隊の防壁   | 桶谷顕         | 加瀬充子            | 江上潔   | 逢坂浩司                         |
| 第12話 | 6月18日       | ギロチンを粉砕せよ | 桶谷顕         | 高瀬節夫            | 高瀬節夫 | 前田明寿                         |
| 第13話 | 6月25日       | ジブラルタル空域   | 富田祐弘       | 西森章              | 西森章   | 西村誠芳                         |
| 第14話 | 7月2日        | ジブラルタル攻防   | 桶谷顕         | 佐藤育郎            | 佐藤育郎 | 西村誠芳                         |
| 第15話 | 7月9日        | スペースダスト     | 神戸一彦       | 西森章              | 高瀬節夫 | 前田明寿                         |
| 第16話 | 7月16日       | リーンホース浮上   | 桶谷顕         | 加瀬充子            | 江上潔   | 新保卓郎                         |
| 第17話 | 7月23日       | 帝国の女王         | 斧谷稔（構成） | 斧谷稔              | 加瀬充子 | 西村誠芳                         |
| 第18話 | 7月30日       | 宇宙艦隊戦         | 富田祐弘       | 西森章              | 芦沢剛史 | 西村誠芳                         |
| 第19話 | 8月6日        | シャクティを捜せ   | 神戸一彦       | 加瀬充子            | 玉田博   | 瀬尾康博                         |
| 第20話 | 8月13日       | 決戦前夜           | 桶谷顕         | 佐藤育郎            | 佐藤育郎 | - 谷口守泰 - 吉田徹              |
| 第21話 | 8月20日       | 戦略衛星を叩け     | 富田祐弘       | 西森章              | 西森章   | 新保卓郎                         |
| 第22話 | 8月27日       | 宇宙の虎           | 園田英樹       | 加瀬充子            | 江上潔   | 新保卓郎                         |
| 第23話 | 9月3日        | ザンスカール潜入   | 桶谷顕         | 芦沢剛史            | 芦沢剛史 | 西村誠芳                         |
| 第24話 | 9月10日       | 首都攻防           | 桶谷顕         | 西森章              | 玉田博   | 村瀬修功                         |
| 第25話 | 9月17日       | 敵艦と敵地へ       | 桶谷顕         | 西森章              | 西森章   | - 新保卓郎 - 板倉和弘            |
| 第26話 | 9月24日       | マリアとウッソ     | 園田英樹       | 加瀬充子            | 関田修   | 西村誠芳                         |
| 第27話 | 10月1日       | 宇宙を走る閃光     | 園田英樹       | 芦沢剛史            | 芦沢剛史 | 瀬尾康博                         |
| 第28話 | 10月8日       | 大脱走             | 桶谷顕         | 杉島邦久            | 山本裕介 | - 谷口守泰 - 吉田徹              |
| 第29話 | 10月15日      | 新しいスーツV2     | 桶谷顕         | 福田己津央          | 佐藤育郎 | - 新保卓郎 - 板倉和弘            |
| 第30話 | 10月22日      | 母のガンダム       | 桶谷顕         | 加瀬充子            | 玉田博   | 西村誠芳                         |
| 第31話 | 10月29日      | モトラッド発進     | 桶谷顕         | 西森章              | 藤本義孝 | 前田明寿                         |
| 第32話 | 11月5日       | ドッゴーラ激進     | 神戸一彦       | 芦沢剛史            | 芦沢剛史 | 逢坂浩司                         |
| 第33話 | 11月12日      | 海に住む人々       | 園田英樹       | 西森章              | 武井良幸 | - 新保卓郎 - 板倉和弘            |
| 第34話 | 11月19日      | 巨大ローラー作戦   | 桶谷顕         | 山本裕介            | 山本裕介 | 西村誠芳                         |
| 第35話 | 11月26日      | 母かシャクティか   | 桶谷顕         | 加瀬充子            | 佐藤育郎 | 瀬尾康博                         |
| 第36話 | 12月3日       | 母よ大地にかえれ   | 神戸一彦       | 西森章              | 関田修   | - 谷口守泰 - 吉田徹 - 森下博光   |
| 第37話 | 12月10日      | 逆襲ツインラッド   | 桶谷顕         | 芦沢剛史            | 芦沢剛史 | - 新保卓郎 - 板倉和弘            |
| 第38話 | 12月17日      | 北海を炎にそめて   | 園田英樹       | 山口頼房            | 玉田博   | 西村誠芳                         |
| 第39話 | 12月24日      | 光の翼の歌         | 桶谷顕         | 加瀬充子            | 渡邊哲哉 | 逢坂浩司                         |
| 第40話 | 1994年 1月7日 | 超高空攻撃の下     | 桶谷顕         | 西森章              | 佐藤育郎 | さとうけいいち                   |
| 第41話 | 1月14日       | 父のつくった戦場   | 園田英樹       | - 斧谷稔 - 山本裕介 | 山本裕介 | - 新保卓郎 - 板倉和弘            |
| 第42話 | 1月21日       | 鮮血は光の渦に     | 桶谷顕         | 芦沢剛史            | 芦沢剛史 | 西村誠芳                         |
| 第43話 | 1月28日       | 戦場の彗星ファラ   | 桶谷顕         | 西森章              | 関田修   | - 谷口守泰 - 森下博光            |
| 第44話 | 2月4日        | 愛は光の果てに     | 園田英樹       | 滝沢敏文            | 武井良幸 | 瀬尾康博                         |
| 第45話 | 2月11日       | 幻覚に踊るウッソ   | 斧谷稔（構成） | 斧谷稔              | 玉田博   | 逢坂浩司                         |
| 第46話 | 2月18日       | タシロ反乱         | 神戸一彦       | 加瀬充子            | 佐藤育郎 | - 新保卓郎 - 板倉和弘            |
| 第47話 | 2月25日       | 女たちの戦場       | 桶谷顕         | 西森章              | 渡邊哲哉 | 西村誠芳                         |
| 第48話 | 3月4日        | 消える命 咲く命    | 桶谷顕         | 芦沢剛史            | 芦沢剛史 | 瀬尾康博                         |
| 第49話 | 3月11日       | 天使の輪の上で     | 桶谷顕         | 西森章              | 関田修   | 西村誠芳                         |
| 第50話 | 3月18日       | 憎しみが呼ぶ対決   | 桶谷顕         | 山本裕介            | 山本裕介 | - 新保卓郎 - 板倉和弘            |
| 第51話 | 3月25日       | 天使たちの昇天     | 園田英樹       | 西森章              | 西森章   | - 逢坂浩司 - 瀬尾康博 - 村瀬修功 |

## 放送局
放送局は名古屋テレビからキー局のテレビ朝日に変更された。
| 放送地域          | 放送局           | 放送日時       | 系列               | ネット形態 | 備考            |
| ----------------- | ---------------- | -------------- | ------------------ | ---------- | --------------- |
| 関東広域圏        | テレビ朝日       | テレビ朝日系列 | 金曜 17:00 - 17:30 | 制作局     |                 |
| 北海道            | 北海道テレビ     | テレビ朝日系列 | 金曜 17:00 - 17:30 | 同時ネット |                 |
| 静岡県            | 静岡朝日テレビ   | テレビ朝日系列 | 金曜 17:00 - 17:30 | 同時ネット | [ 注 4 ]        |
| 石川県            | 北陸朝日放送     | テレビ朝日系列 | 金曜 17:00 - 17:30 | 同時ネット |                 |
| 中京広域圏        | 名古屋テレビ     | テレビ朝日系列 | 金曜 17:00 - 17:30 | 同時ネット |                 |
| 広島県            | 広島ホームテレビ | テレビ朝日系列 | 金曜 17:00 - 17:30 | 同時ネット |                 |
| - 香川県 - 岡山県 | 瀬戸内海放送     | テレビ朝日系列 | 金曜 17:00 - 17:30 | 同時ネット |                 |
| 福岡県            | 九州朝日放送     | テレビ朝日系列 | 金曜 17:00 - 17:30 | 同時ネット |                 |
| 長崎県            | 長崎文化放送     | テレビ朝日系列 | 金曜 17:00 - 17:30 | 同時ネット |                 |
| 熊本県            | 熊本朝日放送     | テレビ朝日系列 | 金曜 17:00 - 17:30 | 同時ネット |                 |
| 大分県            | 大分朝日放送     | テレビ朝日系列 | 金曜 17:00 - 17:30 | 同時ネット | [ 注 5 ]        |
| 鹿児島県          | 鹿児島放送       | テレビ朝日系列 | 金曜 17:00 - 17:30 | 同時ネット |                 |
| 近畿広域圏        | 朝日放送         | テレビ朝日系列 | 金曜 16:24 - 16:54 | 先行放送   |                 |
| 青森県            | 青森朝日放送     | テレビ朝日系列 | 木曜 17:00 - 17:30 | 遅れネット |                 |
| 宮城県            | 東日本放送       | テレビ朝日系列 | 水曜 17:00 - 17:30 | 遅れネット |                 |
| 秋田県            | 秋田朝日放送     | テレビ朝日系列 | 金曜 16:30 - 17:00 | 遅れネット |                 |
| 山形県            | 山形テレビ       | テレビ朝日系列 | 金曜 16:30 - 17:00 | 遅れネット |                 |
| 福島県            | 福島放送         | テレビ朝日系列 | 木曜 16:30 - 17:00 | 遅れネット |                 |
| 新潟県            | 新潟テレビ21     | テレビ朝日系列 | 木曜 17:00 - 17:30 | 遅れネット | [ 注 6 ] [ 29 ] |
| 長野県            | 長野朝日放送     | テレビ朝日系列 | 木曜 17:00 - 17:30 | 遅れネット |                 |
| 沖縄県            | 琉球放送         | TBS系列        | 金曜 16:00 - 16:30 | 遅れネット |                 |

## 映像ソフト
放送終了後の1994年9月24日にVHS、10月21日にLDが発売。また、音声がモノラルからステレオに変更されている。VTR・LD合わせて各巻平均1万5千本を販売した。
2004年1月23日に全話を収録したDVDが発売された。
2010年9月24日に初回限定生産で価格を下げた『G-SELECTION 機動戦士Vガンダム DVD-BOX』が発売された。
2015年にはBlu-rayボックスが発売。ボックス1（第1話から第26話まで収録）は7月24日に、ボックス2（第27話から最終話まで収録）は9月25日にリリースされた。
VHS最終巻及びDVDボックスには映像特典としてアイキャッチを全て繋げた『アイキャッチャーの実態』が収録されている。
2021年3月26日には「U.C.ガンダムBlu-rayライブラリーズ」としてスペシャルプライスBlu-rayが発売された。日本語, 英語, 中国語字幕付き。

## プラモデル・玩具
1/144、1/100､1/60の3スケールで展開。『機動戦士ガンダムF91』でMSが小型化されて初の1/144サイズモデルが発売された。1/144では、Vフレームという独自の内部構造を採用し、初心者でも作りやすいモデルとなっている。同スケールでΖガンダム以来久々となる武器セットが発売され、V2バスターガンダムとゾリディアの2種はHQ（ハイ･クオリティー）という独自のグレードとなった。ガンプラでは珍しく台座が付属しており、可動範囲の広さも相まって、躍動感あふれるポージングで飾ることが出来る。1/100はHG（ハイグレード）モデルとして数種展開しているが、本編では同時装着で登場したアサルト及びバスターユニットは分割装着した状態でそれぞれ発売されている。1/60はHGExと銘打たれているが、V2ガンダムのみというラインナップ。MSinPocket（モビルスーツインポケット）という1/144サイズの完成品玩具も発売され、1/144､1/100ともに未キット化のゾロがクロノクル専用機の赤とともに商品化されている。
ヴィクトリーガンダムとV2ガンダムは長らく完全変形するキットがなかったが、2009年12月には1/100マスターグレードで完全変形するヴィクトリーガンダムVer.Ka。翌年の7月ではコア・ブースターVer.Kaが発売され、この2機を組み合わせることでVダッシュガンダムも再現出来るようになっている。HGにおいても2013年から2015年にかけてヴィクトリー・Vダッシュ・V2・V2アサルトバスターがHGUC名義で発売され、プレミアムバンダイではV2ガンダム用の光の翼（ピンクと青の2枚セット）が販売された。
全日本模型ホビーショー2015にてV2ガンダムVer.Kaが2015年12月に発売されることが発表され、予定通り発売された。その後、専用の光の翼も2016年1月プレミアムバンダイで販売され。V2ガンダムの追加装備であるアサルトバスターも2018年12月にV2アサルトバスターガンダムと同時に発売された。

## 評価

### 富野由悠季
総監督を担当した富野由悠季は、後年の取材では「仕事を継続させる為の企画でしかなかった」「仕事論でこなした部分が多く、あまり語るようなことはない」と距離を置きつつも、放送終了直後の取材では「時代によってつくらされた作品」「今の時代（1993年当時）につくる選択肢としては間違えていなかった作品」と位置づけており、主人公を聞き分けの良い子供にした理由として、「今の時代（1993年当時）の子どもたちが置かれている位置は、あまり良いものではないことを描きたいため」と述べて、大人世代の責任と子供世代の関係性を描くため、偏差値教育と外遊びを失った子供という当時の日本の状況を、カサレリアという自然豊かな環境で従順に育つという、反面的な構図の描き方をした上で、自身も子供を育てた親である立場から、「大人たちは、社会を構築する明確なビジョンを持たないまま、経済的な成長を達成しようとして、子供たちに良くない環境をつくってしまう。我々がやってきたことは全て歪んでいるのではないか。そのような環境をつくったことで、人間を変えてしまったのではないかということを考えなければならない。この点をアピールしたかった」と語って、この部分に関しては何とか描くことが出来たとコメントしている。また本作で年配のキャラクターが多く登場することについては、自身がストーリー構築の主導権を握った弊害であるとしながら、「これまでのアニメでは、老人は無視されるかステレオタイプでしか描かれなかった」と指摘した上で、自身が高齢者の気持ちが理解できる年齢となり、少子高齢化の影響で、特色のある年配キャラを出さざるを得なくなると考えた結果だとして、「現在の老人たちにも、（ガガチのような）気概を持って欲しい」と語っている。反面、連邦政府を完全な敵と描くまでに至らず、物語が今一つだったとして、「ロボットアニメとしては失敗してしまいました」と断言して、TV局やスポンサーに迷惑をかけたと謝罪しつつも、「そのお陰で、物語は僕が手掛けたガンダムシリーズをなぞらない作品になれた」として、小説や普通の映画を描く作家性の部分で、貴重な経験を積ませて貰えたとコメントしている。

### 幾原邦彦
アニメーション監督で音楽プロデューサーの幾原邦彦は、富野由悠季が1からガンダムを創り直そうとして、過去を捨てきれなかった作品だとして、企画段階ではシリーズ構成を担当する脚本家が起用されていたにも関わらず、制作段階ではシリーズ構成の役職そのものを無くして、起用されていた脚本家の園田英樹をメインライターとして使い、総監督の富野が本作のストーリー構築の主導権を握ったことに言及して、「本人は死んだつもりでやり直しているつもりだろうが、やっぱり死んでないんじゃないかという気がする」と語って、本作を評価しているのはアニメ業界の人間だけで、視聴者側の子供たちは本当に面白がっているのか疑問に感じると述べている。

## 関連作品

### 小説
富野由悠季により著述された全5巻の小説が角川スニーカー文庫より刊行されている。アニメ版と大まかな設定は一緒だがストーリーは異なる部分が多く、性的なシーンやセリフが多数見られる。一例としては、カテジナがザンスカールの科学者から強化は受けるものの、精神が比較的安定しており、TV版の狂気が鳴りを潜めている。代わりにファラの出番が大幅に増え、ウッソとは互いに恋愛感情に近い台詞を話している。ラストに、エンジェルハイロゥが暴走して戦場の全てのMSと戦艦を取り込もうとするなど、TV版とは異なる結末である。こちらにはV2ガンダムが登場せず、それに相当するものとしてVガンダムのミノフスキードライブ装着タイプであるセカンドVが登場している。
- ウッソ・エヴィン 機動戦士Vガンダム(1) ISBN 978-4-04-410147-3
- マルチプル・モビルスーツ 機動戦士Vガンダム(2) ISBN 978-4-04-410148-0
- マリア・リーディング 機動戦士Vガンダム(3) ISBN 978-4-04-410149-7
- コンビネーション 機動戦士Vガンダム(4) ISBN 978-4-04-410150-3
- エンジェル・ハィロゥ 機動戦士Vガンダム(5) ISBN 978-4-04-410151-0

### 漫画
機動戦士Vガンダム
講談社の『コミックボンボン』に掲載された作品。作画は岩村俊哉。ストーリーは、アニメ版のものが読者には難解と判断した編集長の米田浩二郎の意向によりオリジナルのものになっている。
執筆にあたり、担当編集から色々味付けしていいといったことを言われたため、ウッソがポジティブなキャラクターに変更された。カテジナはヒロインをシャクティに絞るため登場させないことになった。単行本はページ数が多すぎたために1話分削ることになり、削除による影響が少ないギンザエフの登場回が外された。
2024年11月25日、KADOKAWAから新装版が発売された。新装版では、ギンザエフの登場回も収録されているほか、作者の読み切り作品『機動戦士ガンダム シルエットフォーミュラ　フォーミュラ91の亡霊』が1巻に、『νガンダム秘話 ネオ・ジオンの亡霊』『機動戦士ガンダムF91　フォーミュラー戦記0122』が2巻に併録されている。
機動戦士Vガンダム外伝
角川書店の『少年キッズ』に掲載された作品。作画は長谷川裕一。宇宙世紀0153年4月29日から5月4日の間の2日間ほどで起きた出来事であり、本作でのウッソは「木星じいさん」ことグレイ・ストークと名乗る老人と遭遇する。ジオングに似た金色のMSが敵として登場し、オリジナルキャラクターの少女が青いV2ガンダムに搭乗する。
井上伸一郎から100ページほどの『Vガンダム』の外伝を依頼されて執筆した作品。内容は決まっていなかったため、長谷川が昔作った「謎の老人、宇宙に旅立つ」という話が使用された。
なお、雑誌掲載時のタイトルは『機動戦士Vガンダム外伝 脱出計画編』であったが、単行本化の際には『機動戦士Vガンダム外伝』（1995年）、『機動戦士Vガンダム プロジェクト・エクソダス』（2012年）にそれぞれ改題されている。単行本には『機動戦士VS伝説巨神 逆襲のギガンティス』が併録された。「機動戦士VS伝説巨神 逆襲のギガンティス§書誌情報」も参照。
登場人物
ウッソ・エヴィン
本作品の主人公。金色に塗装されたMS群を駆る特殊部隊に襲われ、遭難していたところを木星船「ハインライン」に拾われる。
グレイ・ストーク
木星より水素を運ぶ輸送船「ハインライン」の船長にして「木星帰り」たちのリーダー。場当たり的な修理と改造を重ね、原形が不明なMS「ガンプ」を駆る。16歳より木星船で働き60年以上のキャリアを誇る。ニュータイプの資質を持っており、ウッソの夢を通じて彼の故郷であるカサレリアを知る。戦乱続きの地球圏に嫌気がさしており、同志を募って恒星間航行船「ダンディ・ライオン」を造り、地球圏脱出を目論んでいる。
カムイ・ギアン
ザンスカール特殊部隊ゾロアットのパイロット。ウッソと同年代の少女。ニュータイプの高い資質を持っており、それゆえにスケイルから嫌われている。スケイルに背後から撃たれ、ウッソと一緒にハインラインに拾われたことでストークの思想に共感していく。
スケイル・サープリス
ザンスカール特殊部隊ジョングのパイロット。ニュータイプを揃えた特殊部隊の中でも群を抜いて高い能力を持っているが、それゆえに他者を見下し、不信感が強い。「相手の心にウソを投影させる」能力（より発達したニュータイプ能力）によってウッソらを再び窮地に陥れるものの、ウッソとカムイ、ストークの連携によって撃破される。

いけ!いけ!ぼくらのVガンダム!!
バンダイの『MS SAGA』に掲載されたことぶきつかさの作品。原作のエピソードをパロディにしたギャグ仕立てとなっている。
機動戦士Vガンダム外伝 オデロ・ヘンリークからの手紙
KADOKAWAの『ガンダムエース』2024年2月号より連載が開始された、岡本一広の作品。アニメ放映30周年記念作品の位置付けとなっている。オデロ・ヘンリークを主役とし、彼の視点から見たザンスカール戦争が描かれる。初回掲載分（第0話・第1話）は、アニメ最終話でのオデロの最期が描かれ、彼が死の間際にこれまでの戦いを追憶する、という導入となった。時系列に沿って話を進めるのではなく、1話（または数話）ごとに特定の登場人物にスポットを当てる形で連載が進められている。

### ゲーム
「スーパーロボット大戦シリーズ」を筆頭に本作が登場するゲーム作品は無数にあるため、ここでは本作を題材に単独商品化された作品のみ記述する。
機動戦士Vガンダム
1994年3月11日にスーパーファミコンでバンダイより8,800円で発売された。ジャンルはアクション。

### 舞台
テレビ放送を記念し、三井グリーンランドにて『三井グリーンランド決戦! VガンダムVSボーリアン』のタイトルで行われた。
巨大Vガンダムを除いてはオリジナルストーリーで、Vガンダムと敵ロボットのボーリアンが戦う内容となっている。この舞台のために製作されたVガンダムは10メートル前後と、実際の設定よりも小さい。当時のグリーンランドの広報担当によれば、わざとVガンダムが見えるようにトレーラー輸送で日本縦断し、口コミによる宣伝効果を狙った広報活動も行われていた。敵役のボーリアンは、アメリカのスタジアムショー用のメカをレンタルしたものである。